# Minami-Mijazaki
Minami-Mijazaki (japonsky 南宮崎駅, Minami-Mijazaki-eki) je železniční stanice společnosti JR Kjúšú na trati Nippó, Ničinan a Mijazaki-kúkó.

## Fotografie

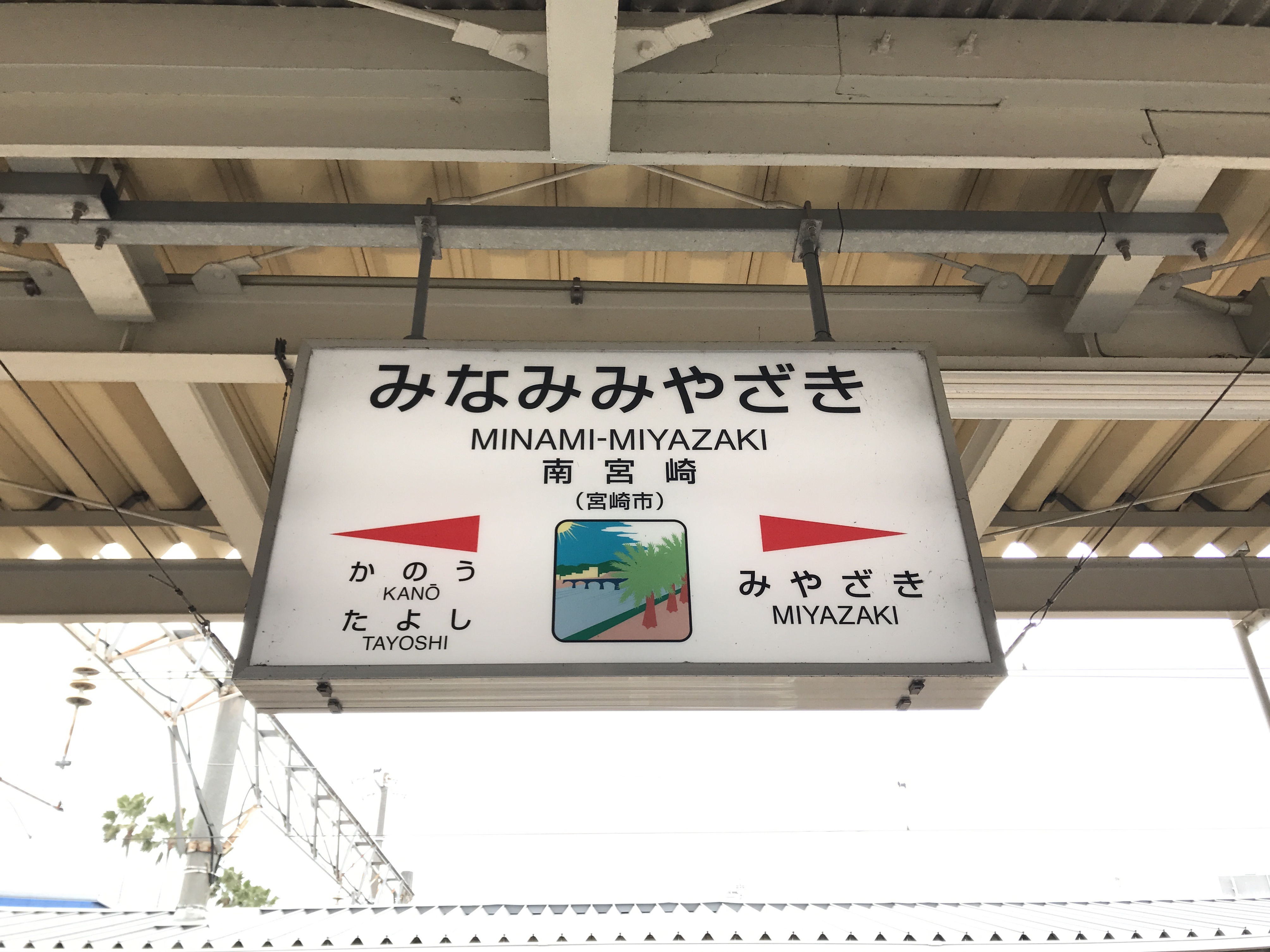
Staniční tabule (2017)
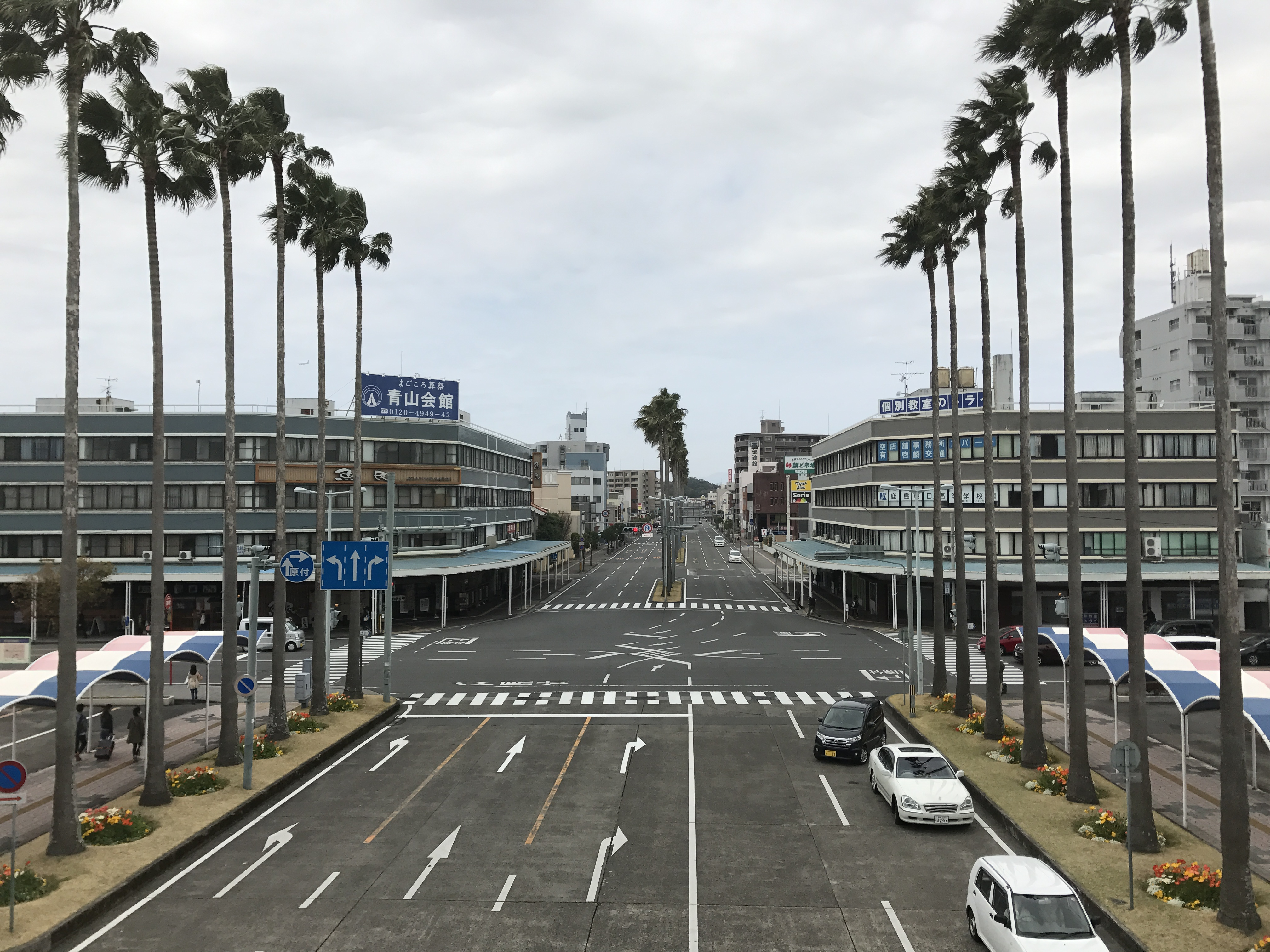
Přednádražní prostor (2017)
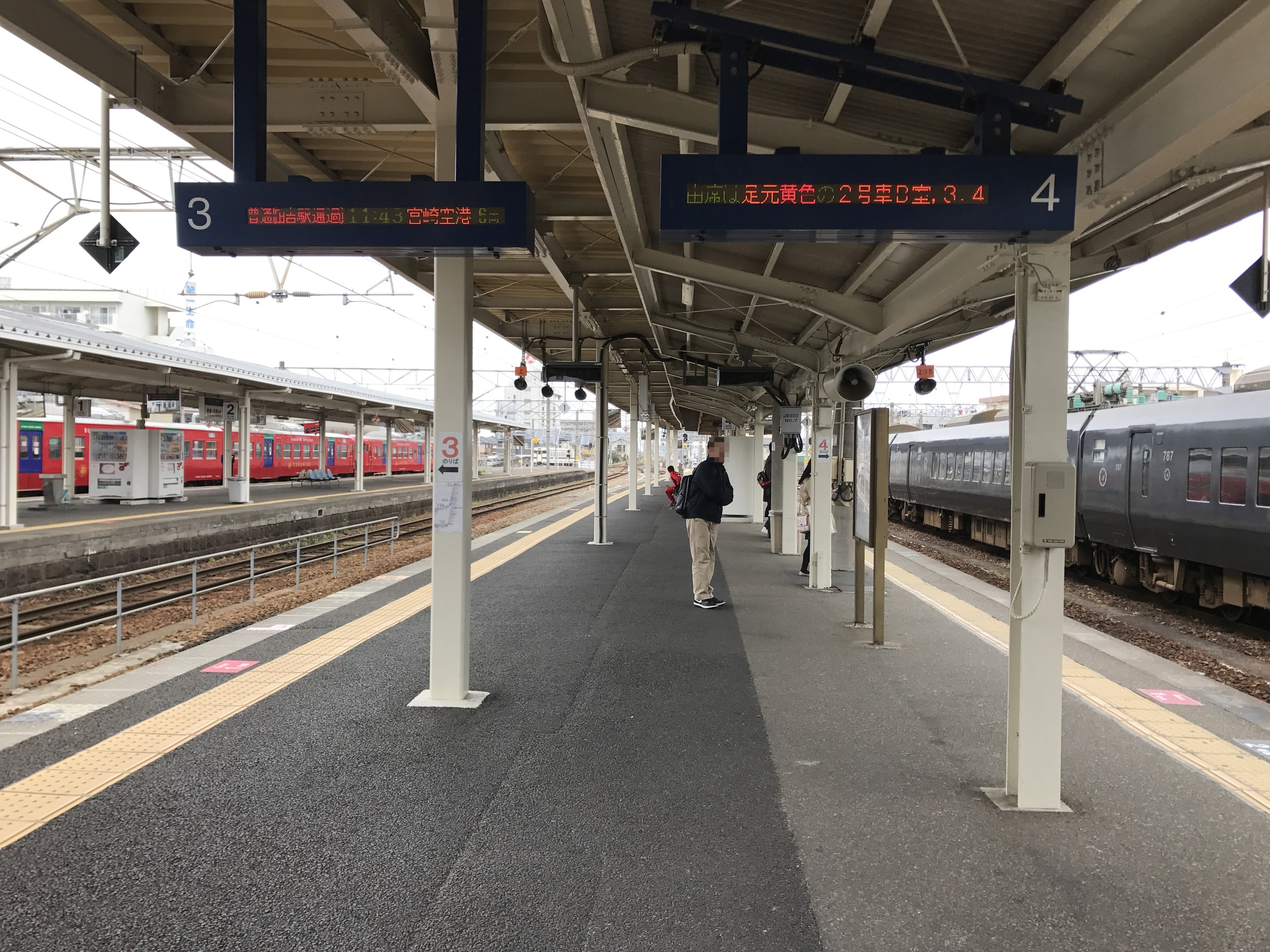
Nástupiště (2017)

## Zastavující rychlíky
- Hjúga (Nobeoka–Mijazaki-kúkó)
- Kirišima (Mijazaki–Kagošima-čúó)
- Ničirin (Hakata–Mijazaki)

## Navazující stanice
JR Kjúšú
Trať Nippó
■Rychlíky Ničirin, Ničirin Seagaia, Hjúga, Kirišima
■Osobní vlaky
Mijazaki (2,6 km) ◄ Minami-Mijazaki ► (2,6 km) Kanó
Trať Ničinan
■Speciální rychlíky Umisači jamasači
■Spěšné vlaky Ničinan Marine (japonsky 日南マリーン号)
■Osobní vlaky
Mijazaki (2,6 km) ◄ Minami-Mijazaki ► (2,0 km) Tajoši
Trať Mijazaki-kúkó
Mijazaki (2,6 km) ◄ Minami-Mijazaki ► (2,0 km) Tajoši

## Nástupiště
Stanice má dvě nástupiště a čtyři koleje.
| 1–2 | Rychlíky a osobní vlaky na trati Nippó                 | směr Tano, Mijakonodžó a Kagošima-čúó |
| 1–2 | Rychlíky a osobní vlaky na trati Nippó                 | směr Mijazaki, Nobeoka a Óita         |
| 3–4 | Rychlíky, spěšné vlaky a osobní vlaky na trati Ničinan | směr Aošima, Aburacu a Šibuši         |
| 3–4 | Rychlíky a osobní vlaky na trati Mijazaki-kúkó         | směr Mijazaki-kúkó                    |